# Bucharština
Bucharština (bucharsky בוכארי, бухорӣ nebo Bukhori) je židovský jazyk vycházející z perštiny a tádžičtiny, ovlivněný hebrejštinou. Mluvili jím Židé ve střední Asii, hlavně v Uzbekistánu a Tádžikistánu. V 21. století jím mluví asi 110 000 lidí, hlavně v Izraeli. Vznikl v Tádžikistánu a řadí se mezi indoevropské jazyky íránské podskupiny. Jméno pochází od uzbeckého města Buchara. Bucharštinu lze psát cyrilicí nebo hebrejským písmem, emigrantské komunity v USA ji píší také latinkou.

## Příklady

### Číslovky
| Bucharsky   | Česky |
| як, jak     | jeden |
| ду, du      | dva   |
| се, se      | tři   |
| чoр, chor   | čtyři |
| пaнҷ, panj  | pět   |
| шиш, shish  | šest  |
| ҳaфт, haft  | sedm  |
| ҳaшт, hasht | osm   |
| нӯҳ, nu'h   | devět |
| дa, da      | deset |